# Hjälmad vändhalssköldpadda
Hjälmad vändhalssköldpadda (Pelomedusa subrufa) är en sköldpadda från Afrika som tillhör underordningen vändhalssköldpaddor. Arten är den enda i sitt släkte.

## Kännetecken
Den hjälmade vändhalssköldpaddan har en olivgrönaktig till brunaktig ryggsköld, gråbrunaktiga ben och svans, samt ett förhållandevis stort huvud med kort nos. Undersidan kan variera i färg, hos vissa individer är den svartaktig, men hos andra är den gulaktig. Hanarna kan skiljas från honorna genom att de har en längre och tjockare svans. Längden är omkring 20 till 32 centimeter.

## Utbredning
Den hjälmade vändhalssköldpaddan är vitt spridd i Afrika söder om Sahara. Dess utbredningsområde sträcker sig från Ghana i väst till Afrikas horn i öst och söderut till Sydafrika. 

## Levnadssätt
Den hjälmade vändhalssköldpaddan föredrar kärr och andra stillastående vattenansamlingar, men den kan också förekomma i floder. Under regnperioden kan den också förekomma i och förflytta sig mellan de olika tillfälliga vattensamlingar som bildas. Födan består av insekter och andra ryggradslösa djur, fisk, grodor, små fåglar och as.